# Benevento 5
L'Associazione Sportiva Dilettantistica Benevento 5 è una squadra italiana di calcio a 5, con sede a Benevento. Milita in Serie A, massima serie del campionato italiano di calcio a 5.

## Storia
La società è stata fondata nel 2011 come "Stregoni Five Soccer", avente come colori sociali il rosa e il nero. Nell'estate del 2015, in seguito alla fusione con i concittadini del Maleventum, la denominazione è cambiata in "Benevento 5" mentre i colori sociali sono divenuti il giallo e il rosso cittadini. Dopo aver rilevato il titolo sportivo del Limatola, nella stagione 2020-2021 il Benevento è stato inserito nel girone F della Serie B, ottenendo la promozione in Serie A2 per la stagione successiva. La stagione 2024-2025 segna la prima partecipazione al campionato di Serie A; inoltre la società iscrive una formazione al campionato regionale di Serie D con l'obiettivo di rafforzare le proprie fondamenta e mantenere un legame stretto con la comunità locale.

## Cronistoria
| Cronistoria del Benevento 5 |
| --- |
| - 2011 · Fondazione dello Stregoni Five Soccer. - 2011-12 · 3ª nel girone C di Serie D Campania. - 2012-13 · ?ª nel girone E di Serie D Campania. - 2013-14 · 6ª nel girone A di Serie C2 Campania. - 2014-15 · 9ª nel girone A di Serie C2 Campania. - 2015 · Incorpora il Maleventum, assume la denominazione Benevento 5. - 2015-16 · 8ª in Serie C1 Campania. - 2016-17 · 6ª in Serie C1 Campania. - 2017-18 · 7ª in Serie C1 Campania. - 2018-19 · 4ª in Serie C1 Campania. - 2019-20 · 7ª in Serie C1 Campania. - 2020 · Rileva il titolo sportivo del Limatola. Ammessa in Serie B. - 2020-21 · 2ª nel girone F di Serie B. Promossa in Serie A2. Vince i play-off promozione. - 2021-22 · 5ª nel girone C di Serie A2. 1º turno play-off promozione. - 2022-23 · 7ª nel girone C di Serie A2. Ammessa in Serie A2 Élite. 1º turno play-off promozione. Trentaduesimi di finale di Coppa della Divisione. - 2023-24 · 1ª nel girone B di Serie A2 Élite. Promossa in Serie A. 2º turno di Coppa Italia di Serie A2 Élite. 2º turno di Coppa della Divisione. - 2024-25 · 16ª in Serie A. Retrocessa in Serie A2 Élite. Turno preliminare di Coppa della Divisione. |

## Statistiche
| Livello | Categoria      | Partecipazioni | Debutto   | Ultima stagione | Totale |
| ------- | -------------- | -------------- | --------- | --------------- | ------ |
| 1º      | Serie A        | 1              | 2024-2025 | 2024-2025       | 1      |
| 2°      | Serie A2       | 2              | 2021-2022 | 2022-2023       | 3      |
| 2°      | Serie A2 Élite | 1              | 2023-2024 | 2023-2024       | 3      |
| 3º      | Serie B        | 1              | 2020-2021 | 2020-2021       | 1      |
| 4º      | Serie C1       | 5              | 2015-2016 | 2019-2020       | 5      |
| 5º      | Serie C2       | 2              | 2013-2015 | 2013-2015       | 2      |
| 6º      | Serie D        | 2              | 2011-2012 | 2012-2013       | 2      |

## Palmarès
- Campionato di Serie A2 Élite: 1

2023-2024 (girone B)